# Appio Claudio Sabino Inregillense (console 471 a.C.)
Appio Claudio Sabino Inregillense (in latino Appius Claudius Sabinus Inregillensis; ... – 470 a.C.) è stato un politico romano.

## Biografia
Figlio di Appio Claudio Sabino Inregillense, il fondatore della gens Claudia,  di origine sabina. Il padre proveniva da una località chiamata Inregillum, la cui collocazione attuale è sconosciuta.
Candidato al consolato nel 482 a.C., non riuscì ad essere eletto a causa dell'opposizione dei tribuni.
Fu eletto console nel 471 a.C. grazie all'appoggio dei patrizi, che si opponevano alla Lex Publilia Voleronis, che attribuiva l'elezione dei tribuni dai Concilia Plebis Tributa, comizi dai quali i patrizi erano esclusi.
Appio Claudio si oppose strenuamente a che la proposta dei Tribuni diventasse legge, scontrandosi verbalmente violentemente con il tribuno della plebe Caio Letorio, anche a rischio di gravi disordini e della propria incolumità personale, che furono garantiti dall'intervento di mediazione del collega console Tito Quinzio; alla fine la legge fu approvata dal Senato.
Approvata la legge, ad Appio Claudio spettò il comando della campagna contro i Volsci e a Quinzio quella contro gli Equi. Infatti queste due popolazioni, come accadeva ogni qualvolta Roma era percorsa da tensioni e disordini sociali, ne avevano approfittato per compiere razzie e ruberie nei territori romani.
Il malumore che serpeggiava tra i soldati per i recenti avvenimenti, che avevano acuito le diffidenze tra le due classi, fu acuito dall'atteggiamento eccessivamente severo del console. Ciò creò malcontenti e diversi episodi di insubordinazione, che compromisero la campagna del console contro i Volsci, che inflissero ai romani una cocente sconfitta. Per questa ragione, ri-organizzato l'esercito in rotta, prima del rientro in città, il console punì i soldati con la decimazione.
L'anno successivo si batté contro l'applicazione della legge agraria di Spurio Cassio Vecellino (Lex Cassia agraria), difesa dai plebei, e per questo fu condotto in giudizio da due dei tribuni. Il processo fu l'ennesima occasione di divisione tra i due ordini, accentuata dall'atteggiamento di Appio Claudio, che neppure in questa circostanza, mancò l'occasione per lanciare le sue accuse contro i plebei.
Secondo Tito Livio Appio si ammalò gravemente e morì prima di essere posto sotto processo, secondo Dionigi si suicidò, ma i parenti dissero che morì per una malattia.